# 自鳴鼓
《自鳴鼓》（자명고），又稱《王女自鳴鼓》（왕녀 자명고），是韓國SBS於2009年3月10日起播放的月火連續劇。

## 劇情介紹
相傳2000多年前的樂浪國有自鳴鼓，當敵人來犯時，自鳴鼓會自鳴報警。其實自鳴鼓並非傳說中的鼓，而是樂浪王崔理（應該為漢朝樂浪郡東部都尉崔理）的女兒自鳴。
自鳴與樂浪公主羅姬是同日同一時刻出生的同父異母姐妹，兩人被預言一人將拯救樂浪，一人將毀滅樂浪。羅姬母親利用娘家強大的勢力，使羅姬當上了樂浪公主。
自鳴雖然帶著神賦予的保護樂浪的使命而生，但卻要被當作會毀滅樂浪的人處死，母親將小小的她送往宮外，自鳴大難未死，淪為賣藝女，學藝過程中也練就了高強的武功，當得知自己公主身份後返回宮中，於是宮中因為王位繼承人問題掀起了血雨腥風的爭鬥。
自鳴與高句麗的好童王子相愛，兩人的特殊身份使愛情並不那麼甜蜜。樂浪公主也愛上了好童，為了愛情，作為王位繼承人的她相信了好童的諾言，拱手把樂浪送給高句麗，最終死在了憤怒樂浪百姓的亂石下。自鳴天賦的使命促使她必須挽救樂浪，終於，自鳴的劍刺向了她深愛著的好童。

## 演員陣容

### 主要人物
- 鄭麗媛 飾演 自鳴公主／不哭（幼年：李怜惟飾演）

樂浪國國王崔理與牟河素所誕下的王女（公主）。嬰兒時期被王紫實用珊瑚髮簪刺中心口，眾人以為自鳴已死，便將她與一品放在小船上。小船被車車崇與美秋發現，並被收作雜技團一員。被胡梏收作弟子，並被脅迫暗殺羅姬，最後成為好童王子的護衛。在得知自己的真實身分後回到樂浪國。試圖阻止羅姬撕毀自鳴鼓，卻被沾有毒的見刺中，瀕臨死亡，最後與深愛的好童王子決一死戰。
- 鄭敬淏 飾演 好童王子（幼年：呂珍九飾演）

高句麗第三代國王大武神王的長子，因母親早死且出身敵國扶餘國，因此在宮中勢力單薄。幼時很喜歡松梅雪秀，但在發現松梅雪秀想殺了他之後，向尤那樓學習劍術。為救乙豆智而出使漢朝。再次遇見自鳴後收其當護衛，深愛自鳴，對羅姬懷有愧疚。
- 朴敏英 飾演 樂浪公主羅姬（幼年：陳智熙飾演）

樂浪國王崔理與王紫實所誕下的王女。因母親勾結子墨，因此逃過被殺的命運。深愛好童，而被好童利用，為愛而致使國亡。
- 李周炫 飾演 王笏（幼年：朴健泰飾演）

王紫實與王閎的弟弟，樂浪公主的舅舅，掌握著樂浪國的軍事權力。

### 樂浪國
- 洪耀燮（朝鲜语：홍요섭） 飾演 崔理（朝鲜语：최리 (낙랑)）

樂浪國的國王，自鳴與樂浪公主的父親。
- 李美淑 飾演 王紫实

崔理的第二夫人，樂浪國真正的王后，是樂浪繼承人羅姬的生母，具有極大的野心而殘酷。
- 金成铃 飾演 牟河素

崔理的第一夫人，自鳴的生母，天性溫暖。
- 羅漢一（朝鲜语：나한일） 飾演 王閎

漢朝人，居於樂浪，具有坐上樂浪國王位的野心。
- 高秀熙（朝鲜语：고수희） 飾演 牟良慧（瑁陽惠）

原為王閎的夫人，在喪夫後成為王笏的夫人，為紫實的死敵。
- 吕旭焕（朝鲜语：여욱환） 飾演 一品／橫財（幼年：尹燦（朝鲜语：윤찬 (1996년)）飾演）

牟河素的侍女達開婢的兒子。和裝著自鳴的小船隨著江水漂離王宮，並被車車崇及美秋撿到。
- 朴孝珠 飾演 稚召

出身百濟貴族，卻淪為女婢的命運。以紫實謀害自鳴為要脅，成為紫實的女官長。
- 池成媛 飾演 東古婢

達開婢的的妹妹，牟河素的侍女、女官長。

### 高句麗
- 文盛瑾（朝鲜语：문성근） 飾演 大武神王

本名高無恤，高句麗第三代國王，好童的父親。人如其名，是個沒血沒淚的冷血國王。
- 成贤娥（朝鲜语：성현아） 飾演 松梅雪秀

大武神王的第一王后元妃，高句麗第五代國王慕本王的母親，為了兒子的繼承權而處心積慮。
- 金佳嬿 飾演 丽娘

大武神王的妹妹，擅長武藝。
- 李汉伟 飾演 尤那楼

高句麗的大將軍，麗娘公主的丈夫，好童的姑丈。
- 尹柱相 飾演 松沃具

梅雪秀的父親
- 李映範（朝鲜语：이영범） 飾演 乙豆智

好童的師父
- 吳恩燦（朝鲜语：오은찬） 飾演 解愛禹

無恤與梅雪秀的兒子，日後為第五代國王慕本王。

### 其他人物
- 李原種 飾演 車車崇

喜喜樂樂技藝團團長，美秋的丈夫，將自鳴與一品視如己出。
- 趙美玲 飾演 美秋

技藝團團員，車車崇的妻子，將自鳴與一品視如己出。雖然愛錢，但不會行竊。
- 趙慶勳（朝鲜语：조경훈 (1972년)） 飾演 胡梏

原為樂浪的太傅，在崔理與王閎叛亂後，一心想向二人報復。
- 姜藝瑟 飾演 曉曉

技藝團團員，喜歡一品。
- 池一株 飾演 店小二

## 原聲帶
| 序列號 | 歌曲名稱            | 演唱者  |
| ------ | ------------------- | ------- |
| 01     | 我一個人            | Tiffany |
| 02     | 我一個人（MR）      | Tiffany |
| 03     | 愛情是罪嗎          | 白智英  |
| 04     | 愛情是罪嗎（inst.） | 白智英  |
| 05     | 自鳴鼓              | 朴彥    |
| 06     | 對不起 對不起       | 健宇    |
| 07     | 活著                | Hanyi   |
| 08     | 夢中也希望你來      | 金寶拉  |
| 09     | 不知道就是不知道    | 吳志英  |
| 10     | 自鳴                |         |
| 11     | 將軍                |         |
| 12     | 好童                |         |
| 13     | 自鳴的回憶          |         |
| 14     | 羅姬                |         |
| 15     | 曉月                |         |
| 16     | 愛心                |         |
| 17     | 悲戀                |         |
| 18     | 拉開序幕            |         |
| 19     | 悲慘的緣分          |         |
| 20     | 飛翔吧，鷹          |         |
| 21     | 春夢                |         |
| 22     | 和平的風景          |         |

取自:https://www.tpcatv.com.tw/hanju/2009/704_3.html

## 外部連結
- 韓國SBS官方網站 
- 台灣東森官方部落格 （繁體中文）

| 韓國 SBS 月火劇                      | 韓國 SBS 月火劇                  | 韓國 SBS 月火劇 |
| ------------------------------------ | -------------------------------- | --------------- |
|                                      | 自鳴鼓 （2009.3.10 - 2009.7.21） |                 |
| 情定泰勒瓦 （2008.12.1 - 2009.2.17） | Dream （2009.7.27 - 2009.9.29）  |                 |

| 台灣 東森戲劇台 每周六、日20:00-22:00 10/30日21:00-22:00，12/3起改為12:00-14:00，1/8起改為10:00-12:00 | 台灣 東森戲劇台 每周六、日20:00-22:00 10/30日21:00-22:00，12/3起改為12:00-14:00，1/8起改為10:00-12:00 | 台灣 東森戲劇台 每周六、日20:00-22:00 10/30日21:00-22:00，12/3起改為12:00-14:00，1/8起改為10:00-12:00 |
| --- | --- | --- |
| | 自鳴公主 （2011.10.30 - 2012.1.28）                                                                   | |
| 愛情的代價 （2011.9.24 - 2011.10.30）                                                                 | 童顏美女                                                                                              | |